# 작은부드러운털쥐
작은부드러운털쥐(Rattus mollicomulus)는 시궁쥐속에 속하는 설치류의 일종이다. 인도네시아 술라웨시슬라탄 주 반타엥 섭정 관할구 람포바탕 산의 상류 경사면에서만 발견된다. 일반명은 부드러운 비단털 때문에 붙여졌다. 곰쥐보다 작지만 생쥐보다 크다.